# Spelaeoblatta thailandica
Spelaeoblatta thailandica är en kackerlacksart som beskrevs av Vidlicka, Vrsansky och Shcherbakov 2003. Spelaeoblatta thailandica ingår i släktet Spelaeoblatta och familjen Nocticolidae.
Artens utbredningsområde är Thailand. Inga underarter finns listade i Catalogue of Life.